# ゴーラクプル–プラヤーグラージ (イラーハーバード)・ヴァンデ・バーラト急行
ゴーラクプル–プラヤーグラージ (イラーハーバード)・ヴァンデ・バーラト急行（英語: Gorakhpur–Prayagraj (Allahabad) Vande Bharat Express）は、インドの急行列車であるヴァンデ・バーラト急行の1つ。ゴーラクプルからラクナウを経由しプラヤーグラージ（旧：イラーハーバード）まで結ぶ列車で、2023年から営業運転を開始した。

## 概要
2023年7月7日に設定された、ヴァンデ・バーラト急行のうち25番目に営業運転を開始した列車。当初はゴーラクプル・ジャンクション駅とラクナウ・チャーバック駅の間、合計302 kmの区間を走行していたが、2024年3月12日にラクナウ・チャーバック駅 - プラヤーグラージ・ジャンクション駅の間が延伸され、以降はゴーラクプル・ジャンクション駅とプラヤーグラージ・ジャンクション駅の間、全長355 kmの区間を7時間25分で運行する。水曜日を除く週6日に1往復が運行されており、列車は8両編成である。